# Sandu (Qiannan)
Sandu (chinesisch 三都水族自治县, Pinyin Sāndū Shuǐzú zìzhìxiàn) ist ein chinesischer autonomer Kreis der Sui (Shui) im Autonomen Bezirk Qiannan der Bouyei und Miao im Süden der Provinz Guizhou. Sandu hat eine Fläche von 2.385 km² und zählt 271.100 Einwohner (Stand: Ende 2018). Sein Hauptort ist die Großgemeinde Sanhe (三合镇).

## Administrative Gliederung
Auf Gemeindeebene setzt sich der autonome Kreis aus zehn Großgemeinden und elf Gemeinden zusammen. Diese sind:
- Großgemeinde Sanhe (三合镇);
- Großgemeinde Dahe (大河镇);
- Großgemeinde Hejiang (合江镇);
- Großgemeinde Fengle (丰乐镇);
- Großgemeinde Pu’an (普安镇);
- Großgemeinde Dujiang (都江镇);
- Großgemeinde Zhonghe (中和镇);
- Großgemeinde Zhoutan (周覃镇);
- Großgemeinde Tingpai (廷牌镇);
- Großgemeinde Jiuqian (九阡镇);

- Gemeinde Jiaoli (交梨乡);
- Gemeinde Lalan (拉揽乡);
- Gemeinde Dengyu (打鱼乡);
- Gemeinde Bajie (坝街乡);
- Gemeinde Yangfu (羊福乡);
- Gemeinde Wubu (巫不乡);
- Gemeinde Shuilong (水龙乡);
- Gemeinde Tangzhou (塘州乡);
- Gemeinde Sandong (三洞乡);
- Gemeinde Hengfeng (恒丰乡);
- Gemeinde Yanggong (杨拱乡).